# Società Atletica Milanese
La Società Atletica Milanese, nota anche come el paviment de giazz (anche el paviment de giass) fu una società di lotta italiana, con sede a Milano. Introdusse la lotta olimpica in Italia, occuppandosi dello stile greco-romano, in epoca antecedente alla fondazione della Federazione Italiana di Atletica.

## Storia

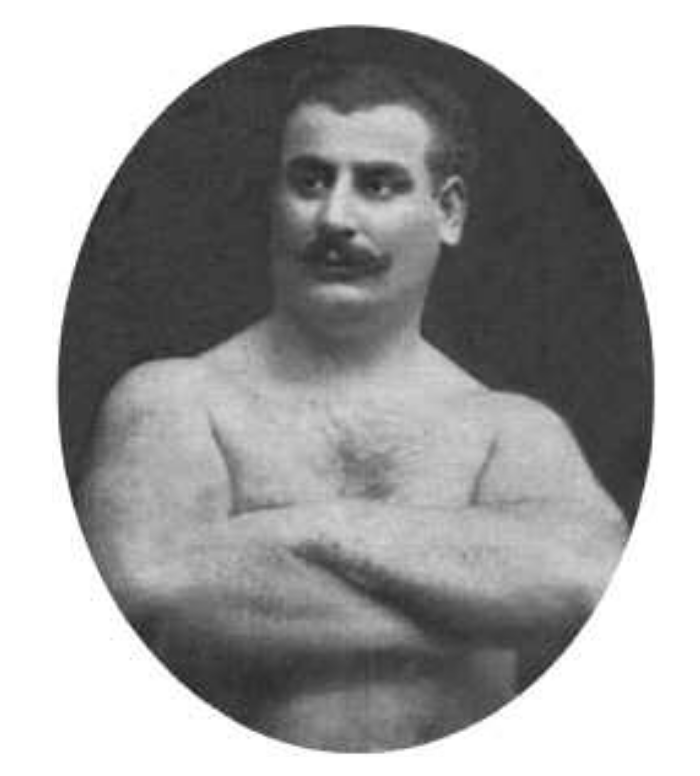
Il fondatore Ernesto Castelli.

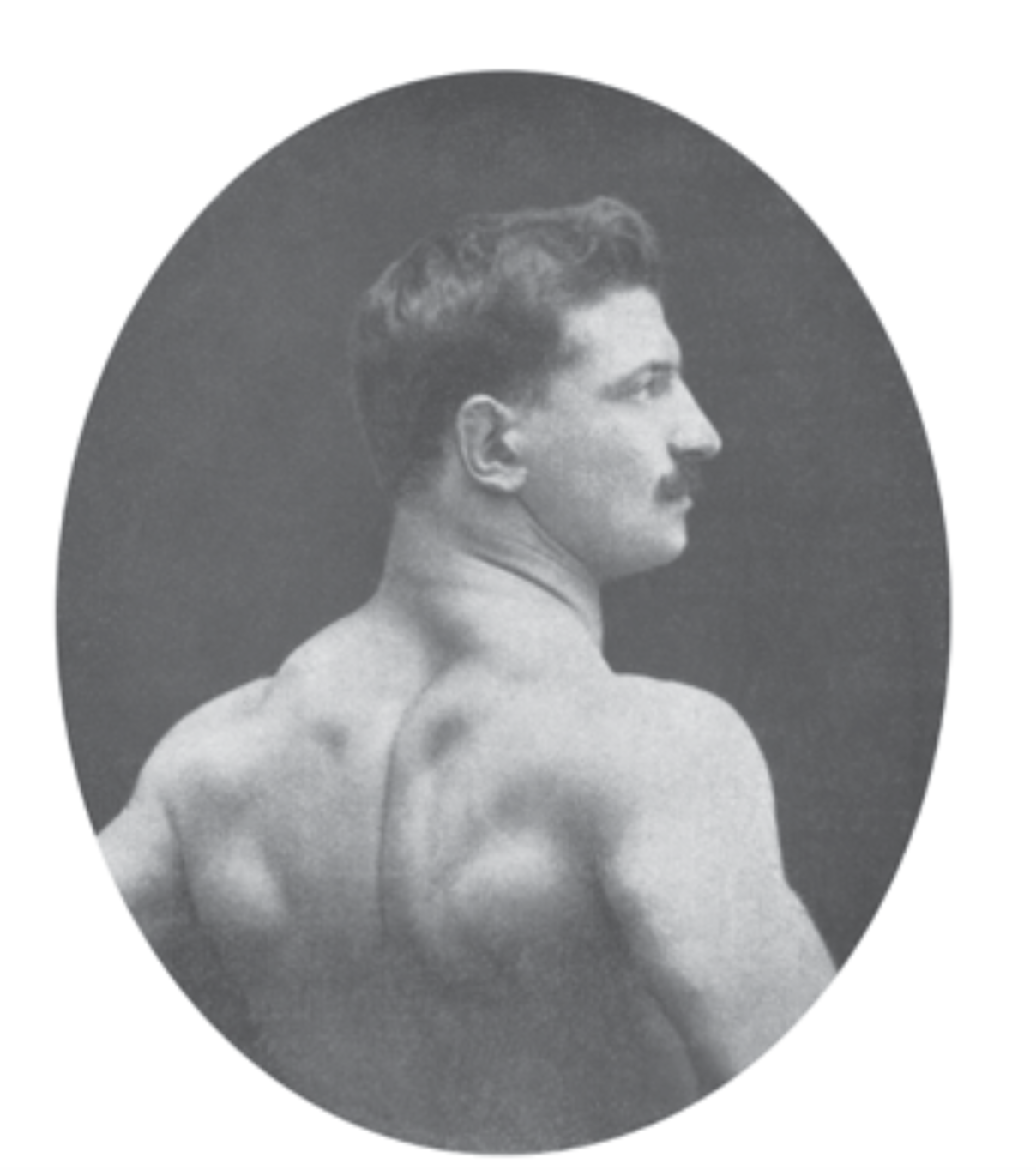
Elia Pampuri, iniziò a lottare per la Società Atletica Milanese all'età di sedici anni

Venne fondata da Ernesto Castelli, detto “Bourlin”, nel gennaio 1899 ed introdusse la lotta dilettantistica in Italia divenendo uno dei principali attori dello sviluppo della disciplina della lotta greco-romana a cavallo del Novecento. Fino a quel momento infatti non esistevano club dedicati alla lotta greco-romana in Italia. A Milano v'era il Club Atletico Milanese di Luigi Monticelli Obizzi, ma all'epoca si occupava di sollevamento pesi e pugilato e solo in seguito si aprì alla lotta grecoromanista.
La società ebbe sede in una palestra soprannominata el paviment de giass, sita presso un magazzino ortofrutticolo nella zona di Porta Ticinese a Milano, ove si svolgeva l'attività sportiva e dove crebbero alcuini dei lottatori che fecero la storia della lotta negli anni in cui giunse di questo sport in Italia, tra cui Enrico Porro, Arturo Annoni, Samuele Civelli e Elia Pampuri.
Giuseppe Mangiarotti che frequentò la palestra della Società Atletica Milanese scrisse:
Nel 1899 grazie alle vittorie di Ernesto Castelli, il club si aggiudicò il primo campionato italiano di lotta greco-romana organizzato su impulso de La Gazzetta dello Sport presso il Teatro Dal Verme di Milano, nonché il titolo cittadino.
Dopo il ritiro di Castelli la guida della palestra venne presa da Samuele Civelli.
Il club scomparve qualche anno dopo la sua fondazione e la palestra chiuse. Ernesto Castelli divenne arbitro per la Federazione Atletica Italiana (FAI), fondata nel 1902 da Luigi Monticelli Obizzi (divenuta poi FIAP, FILPJ e FILPJK, quindi divisa in FIJLKAM e FIPCF)

## El paviment de giazz
Il club fu noto anche con il soprannome in dialetto milanese el paviment de giazz o el paviment de giass (letteralmente "il pavimento di ghiaccio") dato alla palestra.
Vi sono diverse teorie riguardanti la genesi del nome. Lo storico della lotta Livio Toschi ha ipotizzato che il soprannome possa dervare dal pavimento scricchiolante, oppure dal freddo polare presente in palestra, oppure ancora dall'impossibilità dei lottatori ospiti di restare a lungo in piedi nei combattimenti contro gli atleti della Milanese.
Sull'origine del nome il direttore de La Gazzetta dello Sport, Eugenio Camillo Costamagna scrisse: